# Easy A
Easy A (ofte skrevet easy A) er en amerikansk teenager komediefilm fra 2010 skrevet af Bert V. Royal, instrueret af Will Gluck og med Emma Stone på rollelisten. Manuskriptet er delvist inspireret romanen Det flammende bogstav af Nathaniel Hawthorne. Filmen blev optaget i Screen Gems studier og i Ojai, Californien. Filmen havde premiere d. 17. september 2010. Den blev udgivet på DVD og Blu-ray d. 21. december 2010. Filmen modtog positive anmeldelser og var en stor finansiel succes, idet den indspillede for over 74 mio. dollars mod et budget på 8 mio. dollars.
Amanda Bynes offentliggjorde sin tilbagetrækken som skuespiller efter denne film.

## Eksterne Henvisninger
- Easy A på Internet Movie Database (engelsk)
- Easy A på Filmdatabasen
- Easy A på Scope
- Easy A i Svensk Filmdatabas (svensk)
- Easy A på AlloCiné (fransk)
- Easy A på MovieMeter (nederlandsk)
- Easy A på AllMovie (engelsk)
- Easy A på Turner Classic Movies (engelsk)
- Easy A på The Movie Database (engelsk)
- Easy A på Rotten Tomatoes (engelsk)